# Dexaménos (roi d’Olénos)
Pour les articles homonymes, voir Dexaménos.
Dans la mythologie grecque, Dexaménos ou Dexamène (en grec ancien Δεξάμενος/Dexaménos) est roi d’Olénos en Achaïe, apparaissant dans la geste d’Héraclès.

## Mythe
Héraclès, en revenant de chez Augias, dans l’Élide, où il a nettoyé ses étables arrive chez Dexaménos à Olénos. Il y tue le centaure Eurytion, qui cherchait à s’en prendre à la fille de Dexaménos. Chez Apollodore, cette fille se nomme Mnésimaché et a été fiancée au centaure par la contrainte. Chez Diodore, elle se nomme Hippolyte et le centaure tente de la violer le jour de son mariage avec Azan.
Callimaque présente Dexaménos comme fils d’Oïcée. Pausanias lui attribue deux filles supplémentaires, Théronice et Théréphone, épousant respectivement Ctéatos et Eurytos, les Molionides, et enfantant respectivement Amphimaque et Thalpios.
Hygin présente une histoire différente, dans laquelle Déjanire est la fille de Dexaménos, et où elle est promise à Héraclès. Le héros tue le centaure Eurytion qui tente d’épouser de force Déjanire.

## Sources
- Pseudo-Apollodore, Bibliothèque [détail des éditions] [lire en ligne] (II, 5, 5)
- Diodore de Sicile, Bibliothèque historique [détail des éditions] [lire en ligne] (IV, 33, 1)
- Scholie D à Homère, Odyssée (XXI, 295)
- Pausanias, Description de la Grèce [détail des éditions] [lire en ligne] (VII, 18, 1 ; V, 3, 3)
- Callimaque, Hymnes [détail des éditions] (lire en ligne) (IV)
- Hygin, Fables [détail des éditions] [(la) lire en ligne] (31 et 33)